# Jimmy James (humorista)
Jimmy James (20 de mayo de 1892 – 4 de agosto de 1965) fue un actor y humorista británico, que trabajó en el music hall, el cine, la radio y la televisión.

## Biografía
Su verdadero nombre era James Casey, y nació en Portrack, Inglaterra, según afirman varias fuentes. Sin embargo, otras consideran que nació en South Bank, Middlesbrough, y se trasladó a Stockton-on-Tees en 1899, a los siete años de edad. Era el mayor de los cuatro hijos de Jeremiah Casey, un metalúrgico, y Polly Gartland. A los diez años de edad ganó un concurso de canto en el Stockton Hippodrome, y poco después se unió en Darlington (Inglaterra) a un espectáculo itinerante. La policía le localizó más adelante, con doce años cumplidos, edad en la que ya era un artista veterano.  Su padre, un clog dancer aficionado (baile de zapateado), estimuló el talento de James hacia el mundo del espectáculo.
En el Teatro Sunderland Empire, James conoció a Isabelle Darby, una bailarina de music hall con la que se casó en 1921 y con la que tuvo un hijo.  Aunque James actuaba como un convincente borracho, y a menudo con un cigarrillo o un puro en la boca, era abstemio y no fumaba fuera del escenario. Su debilidad era el juego y su famosa generosidad, que le ocasionaron bancarrotas en 1936, 1955 y 1963. James siguió actuando hasta 1964, año de su retirada. Falleció en Blackpool, Inglaterra, el 4 de agosto de 1965 a causa de un edema agudo de pulmón secundario a un infarto agudo de miocardio. Fue enterrado en el Cementerio Oxbridge, en Stockton-on-Tees.
El hijo de Jimmy James, James Casey, fue un productor ejecutivo de la BBC, interviniendo en programas radiofónicos y televisivos como The Clitheroe Kid.

## Carrera
James inició su carrera teatral en 1904 uniéndose a los Willy Netta's Singing Jockeys, un grupo de cantantes, interpretando canciones populares de la época y sumando experiencia en otros grupos juveniles.  Durante la Primera Guerra Mundial, James fue sargento de los Fusileros de Northumberland, pero fue desmovilizado tras ser gaseado en el Frente Occidental.
Jimmy actuó en Stockton junto a su tío abuelo Jimmy Howells formando un dúo humorístico bajo el nombre de Two Jimmies. James había llegado a la comedia por casualidad. En 1925 actuó una noche como humorista en Longton, Staffordshire sustituyendo al artista del local, y repitiendo las representaciones. Posteriormente tuvo una gran oportunidad sustituyendo a un joven Max Miller, que había abandonado su show. En 1929 James fue descubierto en el Sunderland Empire por el empresario George Black, que le llevó a Londres, donde en 1930 ya actuaba en el London Palladium ganando 100 libras esterlinas semanales, además de trabajar también en el London Coliseum.
En la década de 1940 James ideó uno de los números más divertidos de la historia de las variedades junto a sus dos personajes, Bretton Woods, (Eli Woods), y Hutton Conyers, interpretado por miembros de la familia Casey y, sobre todo por Roy Castle entre 1956 y 1959. El nombre real de Eli Woods es Jack Casey, y es sobrino de Jimmy James. El nombre de Bretton Woods derivaba de Bretton Woods, Nuevo Hampshire, una estación de esquí estadounidense. Jimmy James ideó el nombre de Hutton Conyers tras ver una señal en la pequeña población de Hutton Conyers, en Yorkshire.

### Cine
En el primer trabajo de James para Mancunian Films en 1950, actuó junto a Norman Evans en Over The Garden Wall. Su segunda película fue Those People Next Door, junto a Eli Woods, y en la misma repitieron el número de un borracho James.

### Teatro
Con su número, James hizo giras por los teatros, clubes y locales de musical hall del país. Además, intervino en la Royal Variety Performance en 1953, robando el espectáculo gracias a su número The Chipster—una conferencia sobre los riesgos de preparar patatas fritas.  Encontrándose en el Barnsley Catholic Club, James conoció a Bernard Manning, que fue capaz de encontrarle trabajo como cantante en una banda.

### Radio
En 1952 Jimmy James trabajó en el programa radiofónico Don't Spare the Horses, y posteriormente en The Mayor's Parlour, show escrito por él mismo y por Frank Roscoe.

### Televisión
En 1956 James actuó en televisión protagonizando su propia serie, Home James, y Meet the Champ en 1960, encarnando en esta última a un promotor de boxeo. Además. intervino en numerosos programas televisivos, incluyendo Billy Cotton Bandshow, Showtime (1959-1961), Comedy Bandbox (1962-1963) y Saturday Bandbox (1962).

## Filmografía
- Stars on Parade (1936), como él mismo[10]
- Those People Next Door (1953), como Joe Lawton, junto a Jack Warner y Eli Woods
- Over the Garden Wall (1950), con Norman Evans y Eli Woods.